# Pesimismo

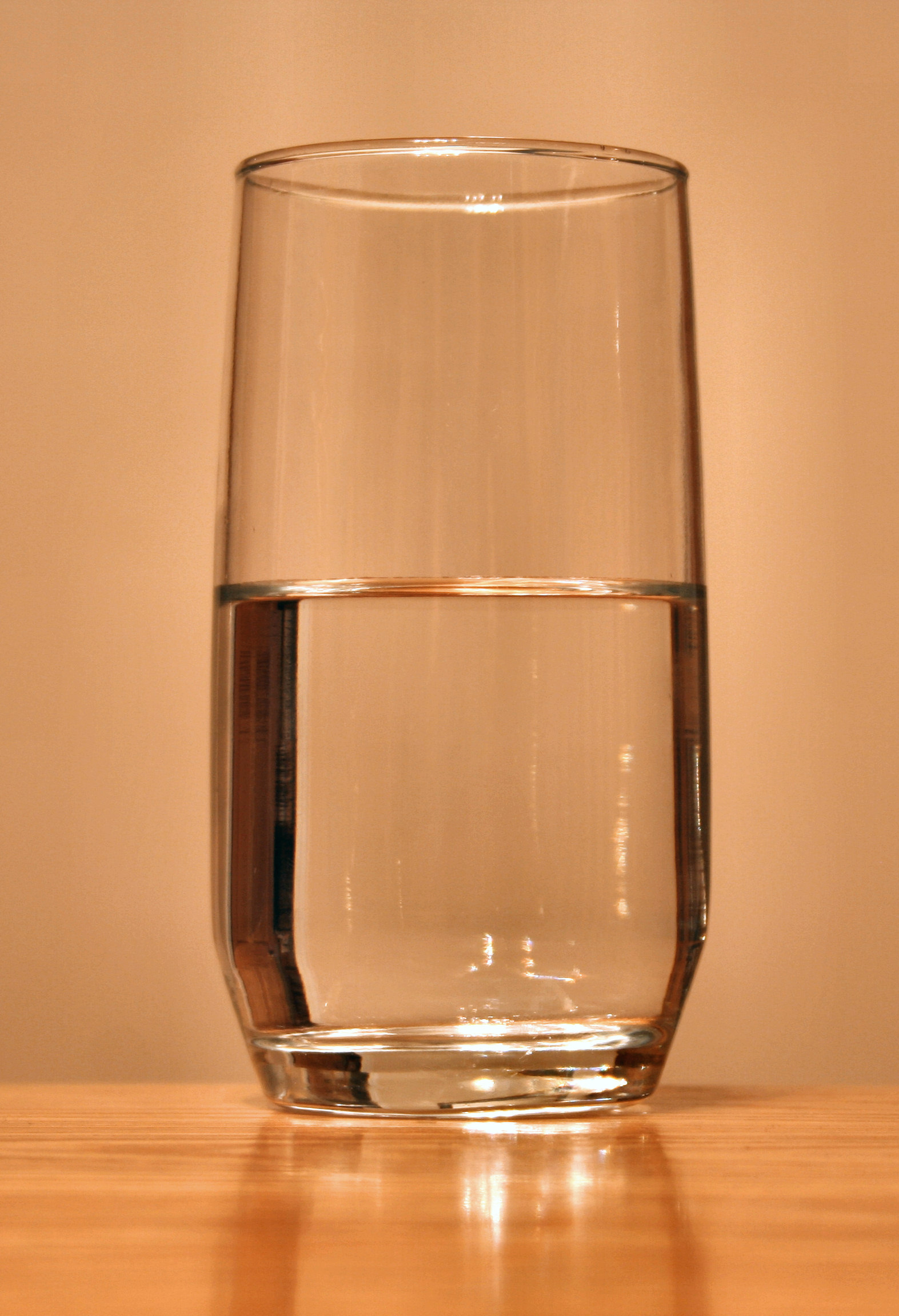
"¿Está medio vacío o medio lleno?" es una pregunta que suele hacerse para determinar si una persona posee actitud pesimista u optimista.

El pesimismo (del latín pessimum, "lo peor") es un estado de ánimo y una doctrina filosófica que sostiene (invirtiendo la tesis de Gottfried Leibniz) que vivimos en el peor de los mundos posibles, un mundo donde «el dolor es perpetuo» (Arthur Schopenhauer) y nuestro destino es tratar de obtener lo que nunca tendremos. El pesimismo niega el progreso de la civilización y de la naturaleza humana. Desde el punto de vista tanto psicológico como psiquiátrico, constituye uno de los rasgos o síntomas más señalados de la enfermedad conocida como depresión. A lo largo de la historia, la disposición pesimista ha tenido efectos en todas las principales áreas de pensamiento.

## Origen del término
Aunque se suele atribuir al poeta Samuel Taylor Coleridge la creación del término, como postura opuesta al concepto filosófico de optimismo, fortalecido por Gottfried Wilhelm Leibniz, en realidad el término nació como sátira de este último, creado por Voltaire para atacar a Leibniz en su Cándido o el optimismo (1759). En sus ataques a Voltaire, los jesuitas de la Revue de Trévoux lo acusaron de pesimismo.: 9  Otra versión apunta hacia la aparición del término por primera vez en los célebres Cuadernos. Volumen III (1776) de Georg Christoph Lichtenberg, en el siguiente aforismo: "El uno con su optimismo, el otro con su pesimismo".

## Filosofía
Artículo principal: Pesimismo filosófico

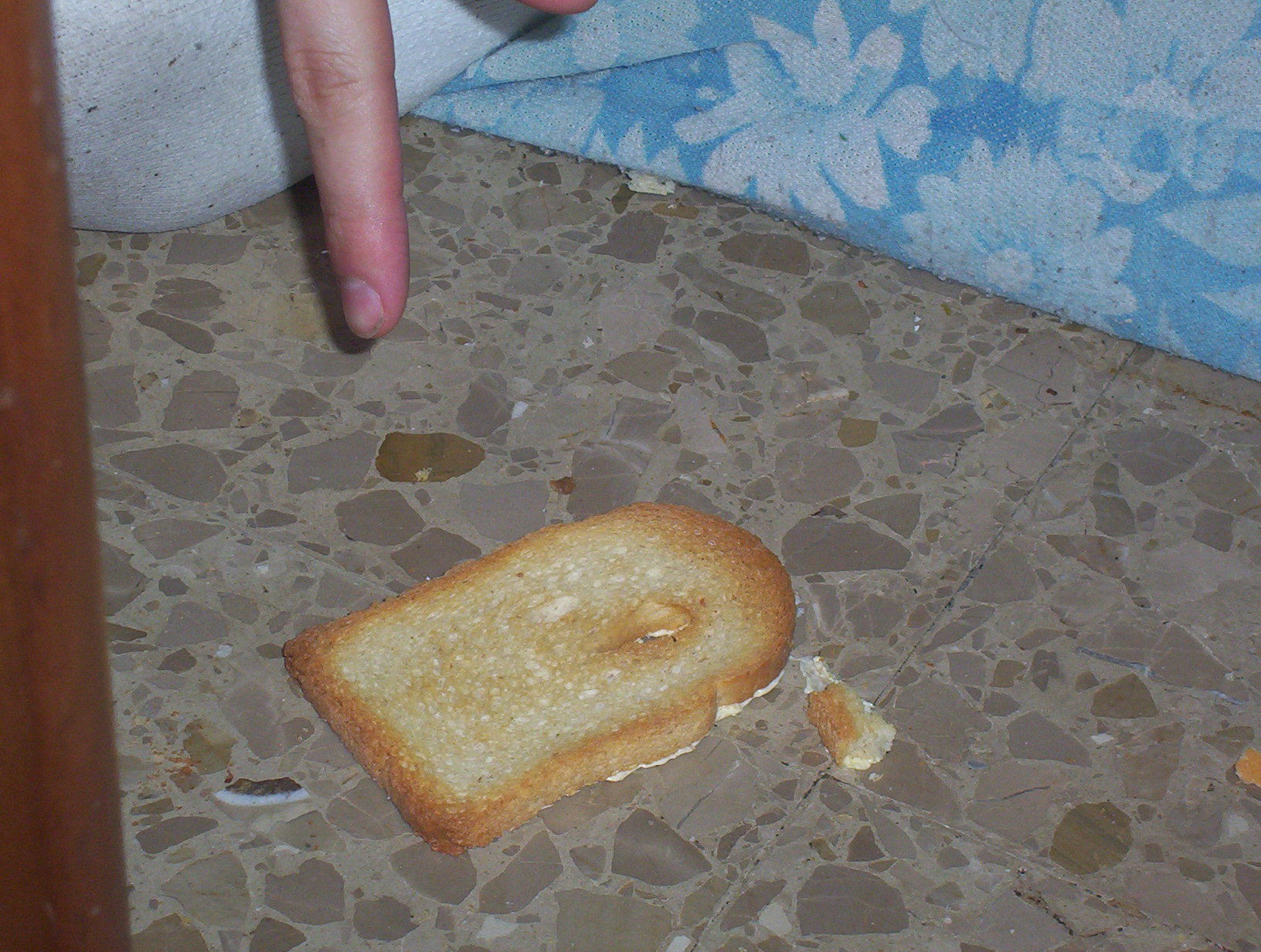
Ilustración de la tergiversada Ley de Murphy: "Si algo puede salir mal, saldrá mal, o la tostada siempre cae por el lado de la mantequilla"

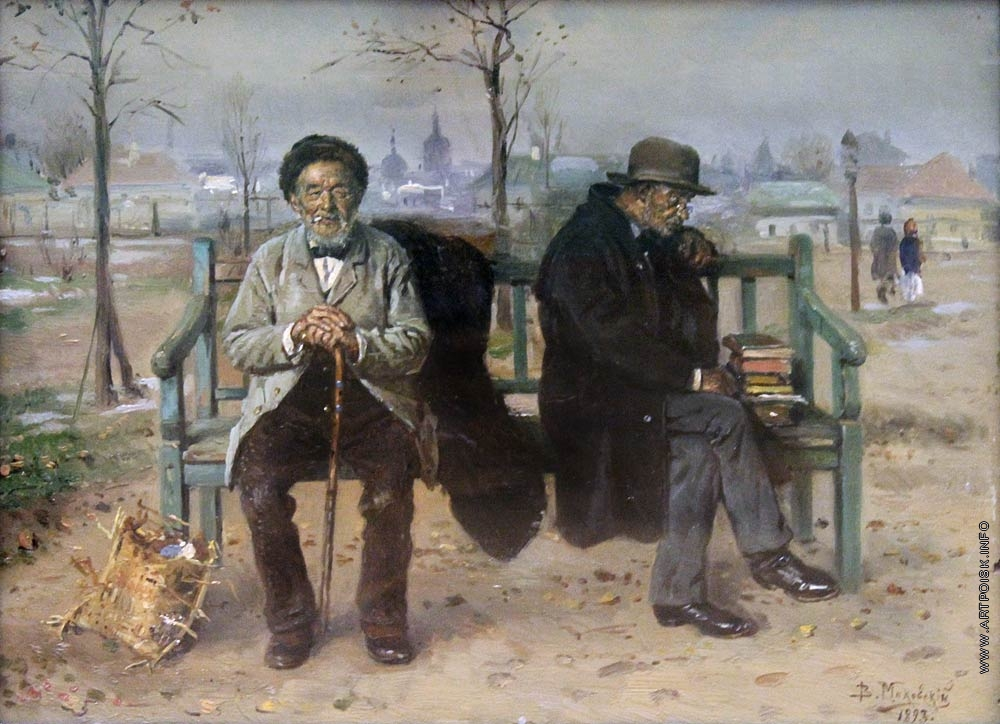
Un optimista y un pesimista, cuadro del pintor Vladimir Makovsky, 1893

Dentro del contexto del pensamiento antiguo, esta idea surge en el Diálogo de un desesperado con su alma o Disputa entre un hombre y su ba de la Literatura del Antiguo Egipto (siglo XXI a. C.), cuyos ecos reaparecen en el posterior Libro de Job, y, después, en el llamado "pesimismo griego" o con la doctrina del filósofo cirenaico Hegesias. Ya Plutarco refiere, tomándola de Aristóteles, la famosa leyenda del Sileno, quien declara:

Una vida vivida en el desconocimiento de los propios males es la menos penosa. Es imposible para los hombres que les suceda la mejor de las cosas, ni que puedan compartir la naturaleza de lo que es mejor. Por esto es lo mejor, para todos los hombres y mujeres, no nacer; y lo segundo después de esto —la primera cosa que pueden conseguir los hombres— es, una vez nacidos, morir tan rápido como se pueda. (Consolatio ad Apollonium, 27, 115B-C)

Con todo, la fundamentación más o menos sistemática del pesimismo tiene lugar con los filósofos del irracionalismo del siglo XIX, tales como Schopenhauer, Mainländer, Eduard von Hartmann, Julius August Bahnsen y Søren Kierkegaard, y algunos escritores eminentes lo asumieron, como el poeta y pensador del Romanticismo italiano Giacomo Leopardi y el poeta y narrador inglés del Naturalismo Thomas Hardy. El primero formuló su teoría más cerrada en su Diálogo entre Tristán y un amigo:

El género humano no creerá nunca no saber nada, no ser nada, no poder llegar a alcanzar nada. Ningún filósofo que enseñase una de estas tres cosas haría fortuna ni formaría secta, especialmente entre el pueblo, porque, fuera de que todas estas tres cosas son poco a propósito para quien quiera vivir, las dos primeras ofenden la soberbia de los hombres y la tercera, aunque después de las otras, requiere coraje y fortaleza de ánimo para ser creída.

Ya en el siglo XX, el existencialismo desarrolla esta postura y se enrolan también en una corriente de pensamiento negativista principalmente Émile Cioran y Albert Caraco. 
Es posible referirse también a cierto trasfondo pesimista inherente a las religiones (particularmente el budismo), aunque todas tienden, en mayor o menor medida, a garantizar algún tipo de redención. Para el cristianismo, por ejemplo, la esperanza es una de las llamadas virtudes teologales.
El pesimismo adhiere, en consonancia con el espíritu de ciertas exégesis bíblicas, a la noción de que este mundo es la morada del mal. De ahí que este concepto se relacione, bastante frecuentemente, con doctrinas tales como el escepticismo, el nihilismo, el maniqueísmo, el ascetismo e incluso el misticismo, entre otras.

## Crítica

### Crítica pragmática
A lo largo de la historia, algunos han llegado a la conclusión de que una actitud pesimista, aunque justificada, debe evitarse para perdurar. Las actitudes optimistas son favorecidas y de consideración emocional. Al-Ghazali y William James rechazaron su pesimismo tras sufrir psicológica, o incluso una enfermedad psicosomática. Sin embargo, las críticas de este tipo asumen que el pesimismo conduce inevitablemente a un estado de ánimo de oscuridad y depresión total. Muchos filósofos no están de acuerdo y afirman que se abusa del término "pesimismo". El vínculo entre pesimismo y nihilismo está presente, pero el primero no conduce necesariamente al segundo, como creían filósofos como Albert Camus. La felicidad no está inextricablemente ligada al optimismo, ni el pesimismo a la infelicidad. Es fácil imaginar a un optimista infeliz y a un pesimista feliz. Las acusaciones de pesimismo pueden utilizarse para silenciar críticas legítimas.
El economista Nouriel Roubini (que se presenta a sí mismo como Dr. Doom) fue tachado en gran medida de pesimista, por sus funestas pero hasta cierto punto acertadas predicciones de una próxima crisis financiera mundial, en 2006. Sin embargo, el periodista financiero Justin Fox observó en la Harvard Business Review en 2010 que "De hecho, Roubini no predijo exactamente la crisis que comenzó a mediados de 2007.... Roubini se pasó varios años prediciendo un tipo de crisis muy diferente -una en la que los bancos centrales extranjeros diversificaban sus tenencias de bonos del Tesoro y provocaban una corrida contra el dólar- para pasar a finales de 2006 a advertir de una quiebra inmobiliaria en Estados Unidos y un "aterrizaje forzoso" mundial. Todavía no dio una visión perfectamente clara o (en retrospectiva) precisa de cómo se desarrollaría exactamente esto... Estoy más que extrañado por el estatus de profeta que se le ha otorgado desde entonces." Otros señalaron que "El problema es que aunque acertó espectacularmente en esta ocasión, siguió prediciendo una y otra vez, a medida que los mercados y la economía se recuperaban en los años posteriores al colapso, que habría una crisis de seguimiento y que eran inevitables choques más extremos. Sus predicciones, tras su pronunciamiento inicial, fueron sistemáticamente erróneas. De hecho, si se le hubiera hecho caso, como hicieron muchos inversores, se habría perdido la mayor racha alcista de la historia del mercado estadounidense"   Otro observó: "Para ser un profeta, se equivoca muchísimo la mayor parte del tiempo" Tony Robbins escribió: "Roubini advirtió de una recesión en 2004 (erróneamente), 2005 (erróneamente), 2006 (erróneamente) y 2007 (erróneamente)"... y "predijo (erróneamente) que habría una corrección 'significativa' del mercado de valores en 2013"  Hablando de Roubini, el economista Anirvan Banerji dijo a The New York Times: "Hasta un reloj parado acierta dos veces al día"  El economista Nariman Behravesh dijo: "Nouriel Roubini lleva 10 años cantando la historia del catastrofismo. Con el tiempo, algo iba a salir bien"
Personalidad Plus opina que los temperamentos pesimistas (por ejemplo, melancólico y flegmático) pueden ser útiles en la medida en que el hecho de que los pesimistas se centren en lo negativo les ayuda a detectar problemas que las personas con temperamentos más optimistas (por ejemplo. g., colérico y sanguíneo) no detectan.

## Psicología
Por otra parte, desde un punto de vista psicológico-moral, es una disposición anímica o un estado de ánimo en virtud de los cuales el sujeto percibe sub ratione mali (bajo la razón de mal) todos los fenómenos que le rodean. Dentro de la Psicología pura y más en concreto de la Psiquiatría, el pesimismo y la tristeza que le está aparejada son algunas de las manifestaciones o síntomas más habituales de la enfermedad de la depresión exógena o endógena o de la distimia. Los pesimistas, sin embargo, a menudo pueden proporcionar argumentos que sugieren que su comprensión de la realidad está justificada; como en el realismo depresivo o (realismo pesimista). La desviación es un método común utilizado por aquellos que están deprimidos. Dejan que las personas asuman que están revelando todo lo que resulta ser una forma efectiva de ocultarse. El ítem de pesimismo en el Inventario de Depresión de Beck se ha considerado útil para predecir suicidios. La Escala de desesperanza de Beck también se ha descrito como una medida del pesimismo.

## Arte y literatura
En la pintura y la literatura la oposición entre optimismo y pesimismo se expresa en el tópico de Heráclito y Demócrito, filósofos que representan al pesimismo y al optimismo llorando y riendo respectivamente.

## Sobre la tecnología y el medio ambiente

Los luditas destruyen las máquinas (1812).

El pesimismo tecnológico es la creencia de que los avances de la ciencia y la tecnología no conducen a una mejora de la condición humana. Puede decirse que el pesimismo tecnológico se originó durante la revolución industrial con el movimiento ludita. Los luditas culpaban al auge de los molinos industriales y la maquinaria avanzada de las fábricas de la pérdida de sus puestos de trabajo y se propusieron destruirlos. El movimiento romántico también se mostraba pesimista ante el auge de la tecnología y añoraba tiempos más sencillos y naturales. Poetas como William Wordsworth y William Blake creían que la industrialización contaminaba la pureza de la naturaleza.
Algunos críticos sociales y ecologistas creen que la globalización, la superpoblación y las prácticas económicas de los estados capitalistas modernos sobrecargan el equilibrio ecológico del planeta. Advierten de que, a menos que se haga algo para frenarlo, el cambio climático empeorará y acabará provocando algún tipo de colapso social y ecológico. James Lovelock cree que la ecología de la Tierra ya ha sufrido daños irreparables y que ni siquiera un cambio irreal de política bastaría para salvarla. Según Lovelock, el sistema de regulación climática de la Tierra se está viendo desbordado por la contaminación y la Tierra pronto saltará de su estado actual a un clima dramáticamente más cálido. Lovelock culpa de este estado de cosas a lo que él llama "poliantroponemia", que es cuando: "los humanos superpoblamos hasta hacer más mal que bien". Lovelock afirma:

La presencia de 7.000 millones de personas aspirando a las comodidades del primer mundo... es claramente incompatible con la homeostasis del clima, pero también con la química, la diversidad biológica y la economía del sistema".

Se puede decir que algunos ecologistas radicales, activistas antiglobalización y neoluditas sostienen este tipo de pesimismo sobre los efectos del "progreso" moderno. Una forma más radical de pesimismo medioambiental es el anarco-primitivismo, que culpa a la revolución agrícola de dar lugar a la estratificación social, la coerción y la alienación. Algunos anarco-primitivistas promueven la desindustrialización, el abandono de la tecnología moderna y el rewilding.
Un anarco-primitivista tristemente célebre es Theodore Kaczynski, también conocido como el Unabomber, que llevó a cabo una campaña nacional de atentados con bombas por correo. En su manifiesto Unabomber de 1995, llamaba la atención sobre la erosión de la libertad humana por el auge del moderno "sistema industrial-tecnológico". El manifiesto comienza así:

La Revolución Industrial y sus consecuencias han sido un desastre para la raza humana. Han aumentado enormemente la esperanza de vida de los que vivimos en países "avanzados", pero han desestabilizado la sociedad, han hecho que la vida sea insatisfactoria, han sometido a los seres humanos a indignidades, han provocado un sufrimiento psicológico generalizado (en el Tercer Mundo también sufrimiento físico) y han infligido graves daños al mundo natural. El continuo desarrollo de la tecnología empeorará la situación. Sin duda, someterá a los seres humanos a mayores indignidades e infligirá mayores daños al mundo natural, probablemente provocará mayores trastornos sociales y sufrimiento psicológico, y puede llevar a un aumento del sufrimiento físico incluso en los países "avanzados".

Una de las organizaciones pesimistas más radicales es el movimiento de extinción humana voluntaria, que defiende la extinción de la raza humana mediante el antinatalismo.
La polémica encíclica de 2015 del papa Francisco sobre cuestiones ecológicas Laudato si' está plagada de valoraciones pesimistas sobre el papel de la tecnología en el mundo moderno.

## En el mundo legal
Stephanos Bibas escribe que algunos abogados penalistas prefieren pecar de pesimistas: "Los pronósticos optimistas corren el riesgo de resultar desastrosamente erróneos en el juicio, un resultado embarazoso que enfada a los clientes. Por otra parte, si los clientes se declaran culpables basándose en los consejos demasiado pesimistas de sus abogados, los casos no llegan a juicio y los clientes no obtienen nada"